# 漢江鐵橋
漢江鐵橋（韩语：／ Hangang Cheolgyo）是位於南韓首爾特別市的鐵路橋，也是漢江第一座近代橋梁，橫跨漢江兩岸的龍山區二村洞及銅雀區鷺梁津洞。

## 介绍
汉江铁桥是韩国首座跨汉江的桥梁，该桥共有A、B、C、D四条线路。其中A线路于1897年開工，1900年7月5日通車；B线路、C线路分別在1912年及1944年通車。1950年6月28日大韓民國國軍為阻止朝鲜人民军南進，把漢江鐵橋和東邊的漢江大橋以炸藥炸毀。1969年6月28日修復完畢。1994年D线路完成。
目前四橋分別行駛龍山站至富平站的列車、貨車、首爾以南列車，以及到仁川的列車。

## 运行模式

汉江四座铁桥分布：
首尔、龙山←→鷺梁津

汉江A、B、C、D四条线路中，A线路和B线路上为单线铁路、C线路和D线路为复线铁路，目前按以下模式运行：
- B线路：首都圈電鐵1號線京仁急行、京元線的臨時旅客列車、貨物列車（下行鷺梁津站方向）
- A线路：1号线京仁急行（上行龍山站方向）、京元線臨時列車、貨物列車（上行二村站方向）
- D线路（复线）：1号线緩行、京釜線A快速（清涼里 - 天安・新昌）
- C线路（复线）：京釜・湖南・全羅・長項经由的城际列车（KTX・新村號・無窮花號・ITX-新村・Nuriro号）、1号线B急行、部分货车